# Choisy-le-Roi
Choisy-le-Roi je južno predmestje Pariza in občina v departmaju Val-de-Marne osrednje francoske regije Île-de-France. Leta 1999 je naselje imelo 34.336 prebivalcev.

## Geografija
Choisy-le-Roi leži 11 km od središča Pariza ob reki Seni. Na severovzhodu meji na občino Alfortville, na vzhodu na Créteil, na jugovzhodu na Valenton in Villeneuve-Saint-Georges, na jugozahodu na Orly, na zahodu  na Thiais, na severozahodu pa na Vitry-sur-Seine.

## Administracija
Choisy-le-Roi je sedež istoimenskega kantona, vključenega v okrožje Créteil.

## Pobratena mesta
- Dong Da (Vietnam),
- Hennigsdorf (Nemčija),
- Lugo (Italija),
- Târnova (Romunija).